# Triphosa praesumtiosa
Triphosa praesumtiosa là một loài bướm đêm trong họ Geometridae.